# Marlen Ulonska
Marlen Ulonska (* 1978 in Schwerin) ist eine deutsche Schauspielerin.

## Leben
Marlen Ulonska besuchte ab 1998 die Hochschule für Musik und Theater Rostock und schloss sie 2002 mit dem Diplom ab. Weitere Kurse und Lehrgänge führten sie unter anderem ans SUNY-Purchase nach New York. Ihr Bühnendebüt gab Ulonska 2002 am Volkstheater Rostock als Prinzessin Peppina in einer Bühnenfassung des Märchens vom Gestiefelten Kater in der Regie von Katja Paryla. Bis 2006 spielte sie dort weitere Rollen, so die Lucy in Brechts Dreigroschenoper oder Lady Milford in Kabale und Liebe von Friedrich Schiller, ferner in Der Raub der Sabinerinnen von Franz und Paul von Schönthan, Herr Puntila und sein Knecht Matti (Brecht) und Die Räuber (Schiller). Nachfolgende Stationen ihrer Bühnenlaufbahn waren bislang das Gerhart-Hauptmann-Theater Görlitz-Zittau, das Theater Vorpommern, das Landestheater Neustrelitz und die Staatstheater in Cottbus und Saarbrücken. 2014 war Ulonska Gast beim Augsburger Brechtfestival, zuletzt sah man sie bei der TheaterCompagnie Lion in der saarländischen Landeshauptstadt.
In dem Kurzfilm Strg-z stand Marlen Ulonska 2005 zum ersten Mal vor der Kamera. 2009 folgte eine Nebenrolle in Urs Odermatts Mein Kampf, 2013, 2014 und 2022 war sie in drei Tatort-Folgen zu sehen. Ulonska ist darüber hinaus als Sprecherin in Radio-Features und als Voice-over in zahlreichen Dokumentarfilmen tätig.
Die seit 2009 freiberuflich arbeitende Schauspielerin lebt in Berlin.

## Filmografie
- 2005: Strg-z (Kurzfilm)
- 2009: Mein Kampf
- 2010: Barriere
- 2013: Tatort: Melinda
- 2014: Tatort: Adams Alptraum
- 2015: Im Namen meines Sohnes
- 2018: Gute Zeiten, schlechte Zeiten (Fernsehserie)
- 2018–2023: Die Heiland – Wir sind Anwalt (Fernsehserie, 5 Folgen)
- 2019: Beck is back! (Fernsehserie, Folge Die Kindesentführung)
- 2019: Bonusfamilie (Fernsehserie)
- 2019–2022: Ella Schön (Fernsehreihe)
  - 2019: Die nackte Wahrheit
  - 2020: Feuertaufe
  - 2020: Schiffbruch
  - 2022: Freischwimmer
- 2020, 2023: SOKO Leipzig (Fernsehserie, Folgen Geschwister, Joela)
- 2021: Ferdinand von Schirach: Feinde (Fernsehfilm)
- 2021: Lieber Thomas
- 2021: Nord Nord Mord
- 2022: Tatort: Tyrannenmord
- 2022: SOKO Potsdam (Fernsehserie, Folge Das siebte Haus)
- 2022: Das Wunder von Kapstadt (Fernsehfilm)
- 2024: SOKO Hamburg (Fernsehserie, Folge Mit Haut und Haar)
- 2024: Morden im Norden (Fernsehserie, Folge Vergiftet)

## Hörspiele
- 2012: Radio-Tatort (Folge: Der lachende Tod) – Autorin: Madeleine Giese – Regie: Stefan Dutt